# Hildegard Hamm-Brücher
Hildegard Hamm-Brücher (nascuda Brücher, l'11 de maig de 1921 a Essen i morta el 7 de desembre de 2016 a Múnic) fou una política alemanya, membre de l'FDP. De 1976 a 1982, fou ministra d'Estat al Ministeri federal dels Afers estrangers. L'any 1994 va ser candidata al càrrec de presidenta federal.

## Biografia

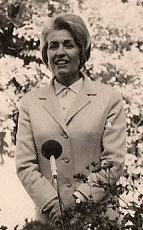
Hildegard Hamm-Brücher cap a 1969

Hildegard Brücher va créixer amb quatre germans i germanes a Berlín-Dahlem. Després de la pèrdua precoç dels pares –el pare, Paul Brücher, advocat, morí l'any 1931 i la mare, Lilly, nascuda Pick, l'any 1932– ella i els seus germans i germanes s'instal·laren a casa de l'àvia a Dresde.
Durant el període nazi, visqué durant un any, a partir de 1937, a l'internat de Salem, que hagué d'abandonar per tal com la seva àvia era jueva. Tanmateix pogué prosseguir els estudis a la Friedrich-Luisen-Schule de Constance, on completà l'educació secundària i obtingué l'Abitur l'any 1939.
Durant la Segona Guerra Mundial estudià Química a Múnic. Conegué aleshores membres de La Rosa Blanca. Tot i que no se sap res sobre la seva participació en la resistència contra el nazisme, ella afirmà més tard que hi compartia una mentalitat comuna. L'any 1945 defensà la seva tesi sota la direcció de Heinrich Wieland, la qual cosa potser la protegí igualment contra la persecució per la Gestapo.
L'any 1945 treballà com a redactora científica per al Neue Zeitung, donat que la investigació bàsica en química estava prohibida per la comissió d’ocupació aliada. Del 1949 al 1950 va rebre una beca en ciències polítiques de la Universitat Harvard.

### Política

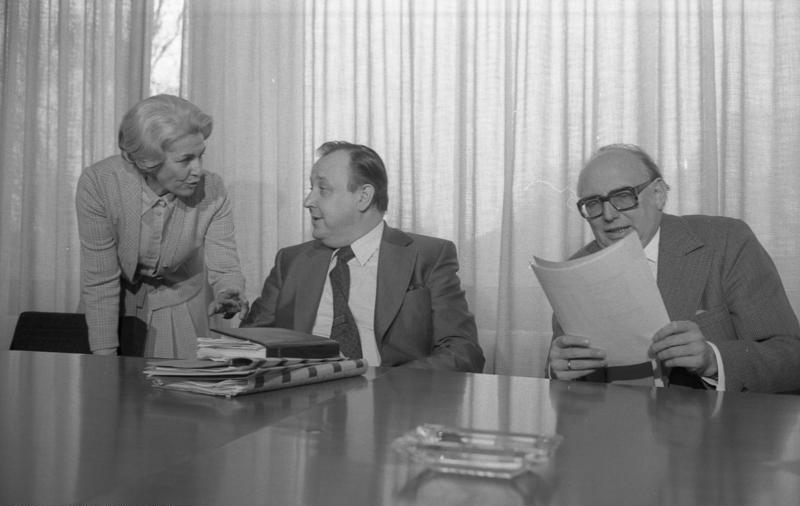
Hamm-Brücher al consell executiu federal de l'FDP amb Hans-Dietrich Genscher i Wolfgang Mischnick (març de 1974)

Hildegard Hamm-Brücher va ser elegida a la llista de l'FDP bavarès el maig de 1948 al consell municipal de Múnic, i en fou membre de 1948 a 1954. De 1950 a 1966, representà la circumscripció de l'Alta Baviera i de 1970 a 1976 la circumscripció de Francònia central com a membre del Parlament Federal de Baviera. Tanmateix, en el moment de les eleccions bavareses de 1962 fou relegada a la 17a plaça de la llista electoral de l'Alta Baviera després d'un conflicte intern al partit. Allò no li impedí ésser reelegida per tercera vegada al Parlament Bavarès, gràcies a una campanya enèrgica i una forta cobertura mediàtica De 1972 fins a la seva jubilació ocupà la presidència del grup parlamentari de l'FDP.
Hamm-Brücher va ser elegida al consell executiu federal de l'FDP l'any 1963. Fou vicepresidenta federal del seu partit de 1972 a 1976, la primera dona en aquest càrrec. De 1985 a 1991 fou de nou membre del consell executiu federal.
El 22 de setembre de 2002 abandonà l'FDP després de 54 anys en el partit. Justificà la seva decisió per l'«acostament de l'FDP a les posicions anti-israelianes i unilateralment pro-palestines de M. Möllemann», el president del partit.

### Mandats ministerials

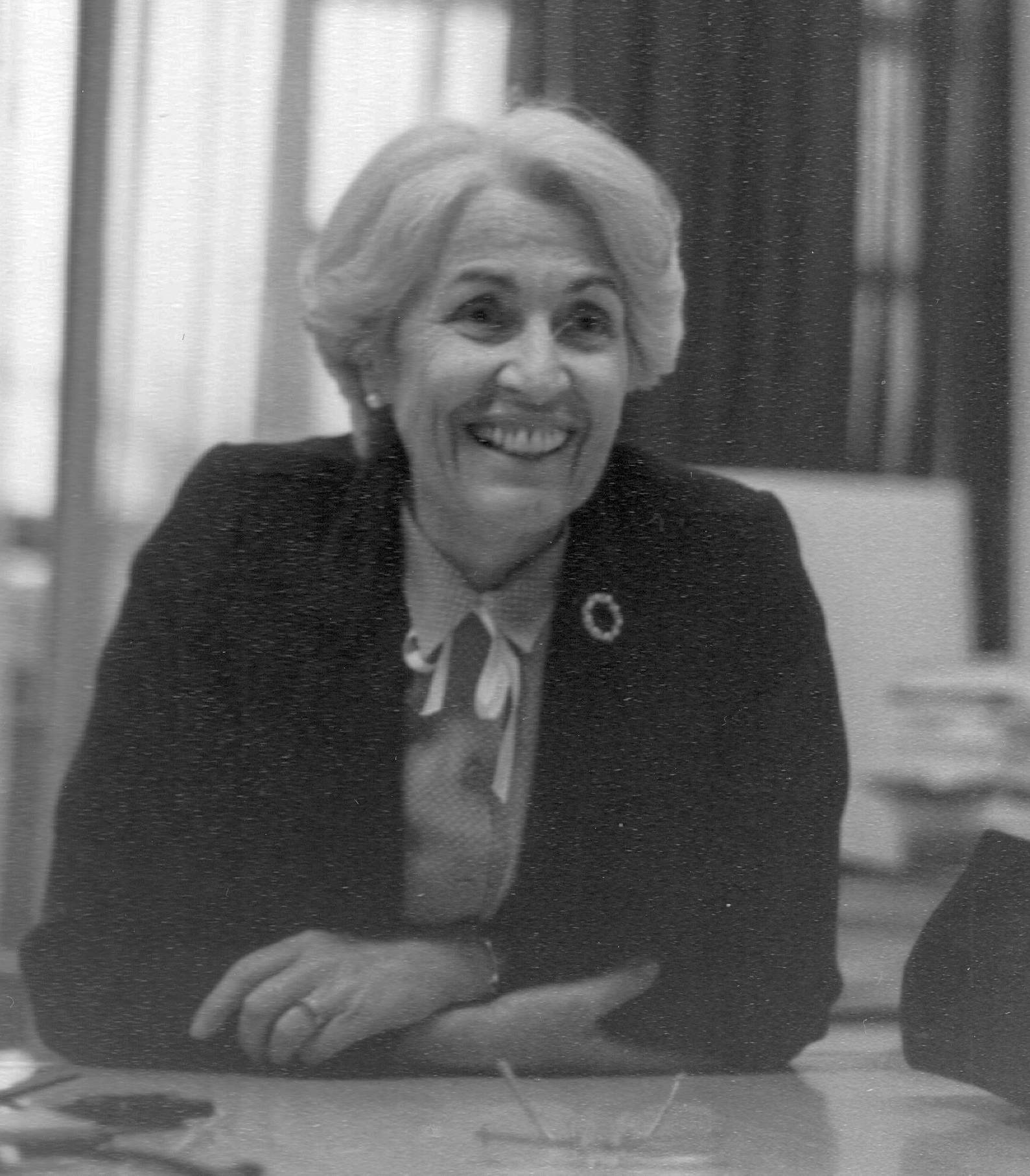
Hildegard Hamm-Brücher l'any 1982

Al desembre de 1976, després de les eleccions al Bundestag, va ser nomenada ministra d'Estat (Staatsminister, és a dir secretària d'Estat al nivell protocol·lari més elevat) al ministeri d'Afers estrangers dirigit per Hans-Dietrich Genscher. S'encarregà sobretot de la política estrangera cultural de l'Alemanya federal. Entrà, doncs, al segon govern Schmidt de coalició entre l'SPD i l'FDP. Després de l'esclat de la coalició social-liberal, abandona el govern el 17 de setembre de 1982 (poc abans de la caiguda del tercer govern Schmidt).

### Elecció de la presidència federal de 1994
En el moment de les eleccions federals de 1994 fou candidata per l'FDP al càrrec de president federal. L'FDP intenta fer-se més independent del soci de la coalició CDU / CSU nomenant Hamm-Brücher, pròxima a la tendència social-liberal. Però el grup parlamentari vota per la seva retirada i en favor del candidat de la CDU, Roman Herzog.

### Vida privada
Hildegard Hamm-Brücher es casà l'any 1956 amb l'advocat Erwin Hamm (1909-2008), membre local de la CSU, amb qui tingué un fill i una filla.
Morí el 7 de desembre de 2016 a l'edat de 95 anys a Múnic.